# Collocalia affinis
Espèce
Collocalia affinis est une espèce d'oiseaux de la famille des Apodidae.

## Répartition et sous-espèces
Selon la classification de référence du Congrès ornithologique international (version 15.1, 2025) cet oiseau est représenté par cinq sous-espèces :
- Collocalia affinis affinis (Beavan, 1867) — îles Andaman-et-Nicobar ;
- Collocalia affinis elachyptera (Oberholser, 1906) — archipel de Mergui ;
- Collocalia affinis vanderbilti (Meyer de Schauensee & Ripley, 1940) — Nias ;
- Collocalia affinis oberholseri (Stresemann, 1912) — îles Batu et Mentawaï ;
- Collocalia affinis cyanoptila (Oberholser, 1906) — péninsule Malaise, Sumatra, îles Natuna et Bornéo.

## Systématique et taxinomie
Cette espèce jusqu'en 2017 était considérée comme une sous-espèce de Collocalia esculenta.